# Kolonie Aden
Die Kolonie Aden war von 1937 bis 1963 Kronkolonie des Britischen Weltreichs und bestand aus der südarabischen Hafenstadt Aden und ihrer Umgebung. Von 1839 bis 1932 war das 121 km² große Gebiet als Niederlassung Aden Teil der Präsidentschaft Bombay und dann noch bis 1937 unmittelbar Britisch-Indien unterstellt. Im Hinterland der Kolonie Aden befand sich das Protektorat Aden.
Der Kolonie waren auch einige in größerer Entfernung gelegene Inseln unterstellt:
- Kamaran (380 km nordwestlich vor der Küste des Nordjemen im Roten Meer)
- Perim (170 km westlich in der Meerenge Bab el Mandeb)
- Churiya-Muriya-Inseln (1250 km nordöstlich vor der Küste des Oman im Arabischen Meer, heute zu Oman)

Am 18. Januar 1963 wurde sie als Staat Aden Teil der Südarabischen Föderation.

## Gouverneure der Kolonie Aden
- 1937–1940 Bernard Rawdon Reilly
- 1940–1945 John Hathorn Hall
- 1945–1950 Reginald Stuart Champion
- 1950–1951 William Allmond Codrington Goode
- 1951–1956 Tom Hickinbotham
- 1956–1960 William Henry Tucker Luce
- 1960–1963 Charles Hepburn Johnston

Koordinaten: 12° 48′ 0″ N, 45° 2′ 0″ O